# Gare de Lyon
Gare de Paris-Lyon, Paris-Gare de Lyon ou Gare de Lyon é um das seis grandes estações ferroviárias de Paris na França. Com um movimento de 83 milhões de passageiros por ano se tornou a terceira mais movimentada do país e uma das mais movimentadas da Europa. É a estação terminal norte da estrada de ferro Paris-Marselha. Recebe este nome em homenagem á cidade de Lyon. A estação está localizada no 12º arrondissement de Paris, na margem norte do Rio Sena, no leste de Paris.
A estação é servida pelos trens de alta velocidade TGV para o sul e leste da França, Suíça, Alemanha, Itália e Espanha. Ela também abriga os trens ou comboios regionais do RER e também uma estação do metrô parisiense.

## História
A estação foi construída para a Exposição Mundial de 1900. Em vários níveis, é considerado um exemplo clássico da arquitetura de seu tempo. O mais notável é a grande torre do relógio em cima um canto da estação, semelhante em estilo a torre do relógio da Inglaterra o Big Ben.
A estação abriga o Restaurante Le Train Bleu, que tem servido bebidas e refeições para os viajantes e outros hóspedes desde 1901 em um ambiente ricamente decorado.
Em 27 de junho de 1988 ocorreu o pior desastre ferroviário do país desde a criação da SNCF: um trem desgovernado colidiu com outra composição parada na hora do rush, matando 56 pessoas e ferindo mais de 55.

## Serviços ferroviários
Na Gare de Lyon os trens de alta velocidade partem para as principais cidades francesas, tais como: Lyon, Marselha, Nice, Montpellier, Perpignan, Dijon, Besançon, Mulhouse, Grenoble e um número de destinos nos Alpes
Já os trens internacionais partem para os seguintes destinos:
- Itália: Turim, Milão e Veneza;
- Suíça: Genebra, Zurique, Berna, Interlaken, Lausanne e Brig;
- Alemanha: Freiburg im Breisgau;
- Espanha: Barcelona.

Os seguintes serviços atualmente do TGV e do Transilien na Gare de Lyon são:
- Serviços de alta velocidade (TGV) Paris - Lyon
- Serviços de alta velocidade (TGV) Paris - Avignon - Aix-en-Provence - Marselha
- Serviços de alta velocidade (TGV) Paris - Avignon - Aix-en-Provence - Cannes - Antibes - Nice
- Serviços de alta velocidade (TGV) Paris - Lyon - Montpellier - Narbona - Perpignan
- Serviços de alta velocidade (TGV) Paris - Lyon - Montpellier - Narbona - Perpignan - Figueres Vilafant - Girona - Barcelona
- Serviços de alta velocidade (TGV) Paris - Grenoble
- Serviços de Alta Velocidade (TGV) Paris - Bellegarde - Genebra
- Serviços de Alta Velocidade (TGV) Paris - Bellegarde - Annemasse - Evian-les-Bains
- Serviços de alta velocidade (TGV) Paris - Chambéry - Aix-les-Bains - Annecy
- Serviços de Alta Velocidade (TGV) Paris - Chambéry - Turim - Milão
- Serviços de alta velocidade (TGV) Paris - Belfort - Mulhouse - Basileia - Zurique
- Serviços de Alta Velocidade (TGV) Paris - Dijon - Basel - Bern - Interlaken
- Serviços de alta velocidade (TGV) Paris - Dijon - Lausanne (- Brig)
- Serviços de Alta Velocidade (TGV) Paris - Dijon - Neuchâtel
- Serviços de alta velocidade (TGV) Paris - Dijon - Besançon - Belfort - Mulhouse - Freiburg im Breisgau
- Serviços de alta velocidade (TGV) Paris - Dijon - Besançon - Belfort - Mulhouse
- Serviços de alta velocidade (TGV) Paris - Dijon - Besançon-Viotte
- Serviços de alta velocidade (TGV) Paris - Dijon - Châlons-sur-Saône
- Serviços de alta velocidade (TGV) Paris - Lyon - Saint-Étienne
- Serviços de Alta Velocidade (TGV) Paris - Valence - Avignon - Miramas
- Serviços de alta velocidade (TGV) Paris - Chambéry - Albertville - Bourg-Saint-Maurice (Winter)
- Trem noturno (Thello) Paris - Milão - Verona - Pádua - Veneza
- A linha R do Transilien, rede de Paris Sud-Est, para Montargis via Moret-Veneux-les-Sablons, e Montereau via Moret ou Héricy.

Os serviços da Rede Expressa Regional são:
- Paris - Montereau - Sens - Laroche-Migennes
- Transilien Paris - Melun - Moret - Nemours - Montargis
- Linha A do RER Saint-Germain-en-Laye - Nanterre-Université - La Défense - Gare de Lyon - Vincennes - Boissy-Saint-Léger
- Linha A do RER Cergy le Haut - Conflans - Sartrouville - La Défense - Gare de Lyon - Vincennes - Val-de-Fontenay - Marne-la-Vallée (Disneyland)
- Linha A do RER Poissy - Sartrouville - La Défense - Gare de Lyon - Vincennes - Val-de-Fontenay - Marne-la-Vallée (Disneyland)
- Linha D do RER Creil - Orry-la-Ville - Goussainville - Saint Denis - Gare du Nord - Gare de Lyon - Combs-la-Ville - Melun
- Linha D do RER Goussainville - Saint Denis - Gare du Nord - Gare de Lyon - Juvisy - Ris - Corbeil
- Linha D do RER Châtelet - Gare de Lyon - Juvisy - Grigny - Corbeil - Malesherbes
- Linha D do RER Gare de Lyon - Juvisy - Grigny - Corbeil - Melun

## Viajando entre a Gare de Lyon e outras estações da linha principal de Paris
Para a Gare du Nord, usa-se a Linha D do RER no sentido Creil.
Para a Gare de l'Est caminha-se até nas proximidades da Estação Quai de la Rapée do Metrô para a Linha 5 (indo para o norte para Bobigny - Pablo Picasso), ou ir para a Linha 1 em Gare de Lyon para o norte para a Estação Bastille e pegando transferência para a Linha 5. Essa é também uma outra maneira de chegar à Gare du Nord.
Para a Gare Saint-Lazare, usa-se a Linha 14.
Para a Gare Montparnasse, usa-se o auto-ônibus 91, que vai aí diretamente. Ou usa-se o Metrô pela Linha 14 para Châtelet e depois transfere-se para a Linha 4 para Montparnasse – Bienvenüe (embora Châtelet seja uma estação extremamente grande e complexa, a conexão entre as duas linhas é muito curta).
Para a Gare d'Austerlitz, é mais rápido para caminhar ao sul através de Pont Charles de Gaulle ou Pont d'Austerlitz.

## Gare de Lyon em filmes
A estação apareceu nos seguintes filmes:
- 1972: Viagens com a Minha Tia, dirigido por George Cukor
- 2005: O Mistério do Trem Azul, um romance de mistério Hercule Poirot de Agatha Christie (e sua adaptação para a TV)
- 2007: As Férias de Mr. Bean, dirigido por Steve Bendelack
- 2010: The Tourist (O Tourista), dirigido por Florian Henckel von Donnersmarck
- 2011: A invenção de Hugo Cabret

## Serviços aos passageiros
A Gare de Lyon da RER é uma estação das linhas A e D com outros sentidos para Estação Châtelet-Les Halles e Nation.
A Gare de Lyon possui um acesso ao Metropolitano de Paris na estação Gare de Lyon.